# Викторов, Анатолий Дмитриевич
Анато́лий Дми́триевич Ви́кторов (род. 29 января 1954) — российский дипломат. Чрезвычайный и полномочный посол (2019).

## Биография
Окончил МГИМО МИД СССР (1980) и Дипломатическую академию МИД России (1992). Владеет английским, немецким, португальским, сербским, хорватским и чешским языками. На дипломатической работе с 1985 года.
- В 1985—1990 годах — первый секретарь Посольства СССР в Анголе.
- В 1992—1993 годах — советник Департамента стран СНГ МИД России.
- В 1993—1996 годах — советник, старший советник Департамента международных организаций МИД России.
- В 1996—2000 годах — советник, старший советник Постоянного представительства Российской Федерации при ООН в Нью-Йорке.
- В 2000—2003 годах — начальник отдела, заместитель директора Департамента международных организаций МИД России.
- В 2003—2010 годах — руководитель Регионального представительства Аппарата Высокого представителя, заместитель Высокого представителя в Боснии и Герцеговине.
- В 2010—2013 годах — заместитель директора Департамента по гуманитарному сотрудничеству и правам человека МИД России.
- В 2013—2018 годах — директор Департамента по гуманитарному сотрудничеству и правам человека МИД России.
- С 5 апреля 2018 года — чрезвычайный и полномочный посол Российской Федерации в Израиле[1].

## Дипломатический ранг
- Чрезвычайный и полномочный посланник 2 класса (4 февраля 2013)[2]
- Чрезвычайный и полномочный посланник 1 класса (10 февраля 2016)[3]
- Чрезвычайный и полномочный посол (1 октября 2019)[4]

## Награды
- Орден Почёта (21 мая 2024) — за большой вклад в реализацию внешнеполитического курса Российской Федерации и многолетнюю добросовестную дипломатическую службу[5];
- Орден Дружбы (11 июля 2018) — за большой вклад в реализацию внешнеполитического курса Российской Федерации и многолетнюю добросовестную работу[6];
- Почётный работник Министерства иностранных дел Российской Федерации;
- Почётная грамота МИД СССР;
- Почётная грамота МИД России;
- Орден Святого благоверного великого князя Александра Невского II степени (РПЦ, 2024)[7];
- Орден Святого Животворящего Креста Господня II степени (Иерусалимская православная церковь, 2025)[8].

## Семья
Женат, имеет сына и дочь.